# Гарнер, Эрролл
Эрролл Луис Гарнер (англ. Erroll Louis Garner; 15 июня 1921, Питтсбург, Пенсильвания — 2 января 1977, Лос-Анджелес, Калифорния) — американский джазовый пианист, руководитель ансамбля, композитор, новатор и виртуоз джазового рояля, разработавший свой неповторимый «оркестровый» стиль (его называли «человеком с 40 пальцами»). Влияние Гарнера испытали многие пианисты, в том числе Оскар Питерсон, Джордж Ширинг, Монти Александер, Ахмад Джамал, Эллис Ларкинс, Ред Гарланд, Марсиаль Соляль, Дэйв Брубек.

## Биография
Эрролл Гарнер был пятым ребёнком в семье. Его отец играл на саксофоне и гитаре. Мать была учителем музыки, пела и музицировала на фортепиано. Оба родителя владели музыкальным магазином. Старший брат Линтон Гарнер был трубачом, пианистом и аранжировщиком. Остальные братья и сестры также владели игрой на музыкальных инструментах.
Интерес к музыке проявлял в очень раннем возрасте. В три года Эрролл уже двумя руками сразу подбирает на пианино мелодии с пластинок. Затем увлекается игрой на трубе.
В шестилетнем возрасте он давал домашние концерты. В семь лет впервые выступил на радио. У пианиста появились первые поклонники таланта. В школьный период в течение короткого времени брал уроки у миссис Алекзандер (среди её учеников были также «Додо» Мармароза, Билли Стрэйхорн, Мэри Лу Уильямс). Однако из-за нежелания обучаться нотной грамоте систематического музыкального образования не получил. Профессор, которому мать показала своего сына, сказал, что Эрроллу вовсе не обязательно знать нотную грамоту. Поэтому Гарнер сразу переходит к стадии интерпретации и композиции.
В 10 лет начал играть на местном радио в составе группы «Kan-D-Kids». В 11 лет выступал в местных клубах и на прогулочных пароходах. Ему приходилось играть в перерывах между передачами на местной радиостанции, выступать в питтсбургской капелле и во время театральных представлений.
С 1937 года играл с различными местными оркестрами.
Затем в 1944 году перебрался в Нью-Йорк, где выступал на 52-й улице в составе различных ансамблей по ангажементам в барах и клубах «Tondelayo», «Three Deuces» (позднее преимущественно как соло-пианист) и получил признание многих музыкантов и любителей джаза. В заведения где играл музыкант часто приходили послушать его игру Роберт Сильвестр, Барри Уланов и Леонард Фэзер. Сотрудничал с дуэтом Slim & Slam («Слима» Гейларда и «Слэма» Стюарта).
В 1945 создал собственное трио.
В Нью-Йорке фирма «Savoy Records», записавшая выступления Гарнера на пластинки, зафиксирована на них его характерную манеру игры: слегка отстающий ритм, когда правая рука словно «волочится» за левой, уместно при этом «задевая» попутно соседние клавиши. Джазовый критик Леонард Фэзер так описывал свои впечатления о музыканте:

Гарнер — «двуликий Янус», который «превращает отрывистые мелодии в жемчужные брызги»".

Популярность пришла после выступлений в Калифорнии. Первая сольная пластинка молодого пианиста «Laura» была горячо принята любителями джаза, тираж составил 500 тыс. экземпляров и быстро разошёлся.
В 1947 году Эрролл Гарнер сотрудничает с Чарли Паркером, участвуя в его квартете и в совместных записях серии «Cool Blues». Выступал с другими боперами, участвует в джем-сейшнах. Однако в лагерь боперов он так и не перешёл, оставаясь верным своему собственному стилю, опирающемуся на свинг, страйд, буги-вуги, блок-аккорды и т. д.
Тогда же у Эрролла Гарнера вошло в привычку бывать в апартаментах известной художницы Инес Кэвено, где он часто играл и аккомпанировал. Инес впоследствии рассказывала, что как-то Гарнер долго просидел, смотря на свет настольной лампы и, находясь под этим впечатлением, написал композицию, назвав её «Lamplight». Часто идеи его пьес рождались как реакция на что-либо (например, предмет, сцена и т. п.).
В эти годы Гарнер окончательно отдал предпочтение трио как наиболее оптимальному, с его точки зрения, музыкальному составу. С трио он в 1948 году поехал выступать на фестиваль в Париж.

Эрролл Гарнер

С начале 1950-х годов начал широкую гастрольную деятельность, выступления на концертах, в клубах, на телевидении (в том числе и с симфоническими оркестрами), и запись дисков в студиях. Наибольший успех принесли альбом 1956 года Concert By The Sea (продано более миллиона экземпляров, перепечатан в СССР) и баллада Misty, написанная им в 1954 во время перелета из Чикаго в Нью-Йорк в сырой пасмурный день и ставшая очень популярной в 1959.
Гарнер — первый джазовый музыкант, которого в 1958 пригласил в свою антрепризу импресарио Сол Юрок. В дальнейшем Гарнер совершил множество европейских турне (в 1957—1958, 1962, 1964, 1966, 1969, 1971 и 1972 годах). Дин Дженнингс писал:

Везде, где он выступает — в Карнеги-холл или в интимном кабаре, — Гарнер заливается мелким смехом, закатывает глаза, закидывает голову, могучими плечами и большими, охватывающими по две октавы руками, дирижирует своим оркестром, то есть самим собой… На эстраде или в студии звукозаписи Гарнер играет с таким остервенением, словно выступает последний раз в жизни.

Гарнер был удостоен наград таких журналов, как «Esquire», «Metronome», «DownBeat», «Playboy» и др.
Первым из джазовых музыкантов получил право на персональный филармонический концерт в Кливленде (концерт состоялся 27 марта 1950 года в зале Music Hall).
Стал автором ряда джазовых пьес, таких как «Misty», «Dreamy», «Mambo Erroll», «Play Piano Play», «That’s My Kick», «Moment’s Delight», «Passing Through», «Up In Errol’s Room», «Feeling Is Believing», «Mambo Carmell, Erroll’s Theme» и др.
Участниками трио Эролла Гарнера в разное время были басисты Эл Холл, Джон Леви, Эл Лукас, «Ред» Коллендер, Эдди Колхаун, «Айк» Айзаакс; барабанщики «Спекс» Пауэлл, Хэл Уэст, Джо Харрис, «Шедоу» Уилсон, Дензил Бест и др.
В 1965 Гарнер написал музыку к кинофильму «Новая любовь». Затем гастролировал в Латинской Америке и Азии, появлялся во многих телешоу, участвовал в благотворительных акциях (например, в передачах Евровидения в пользу детей-инвалидов). Кроме того, Эрролл Гарнер был выдающимся шоуменом: он никогда не отказывался от развлекательной функции своей игры на рояле, стремился доставить удовольствие и себе, и слушателям. По этому поводу Гарнер говорил:

Мне нравилось играть определённые темы из-за их мелодий. С какой стати я должен был делать эти мелодии неузнаваемыми? Надо сказать, что большинство современных музыкантов просто не учитывают желания людей. Они забывают о том, что они сами люди, и превращаются в отшельников от искусства. <…> Для меня концертный зал — не что иное как большая комната, в которой собрались мои друзья.

В 1975 году после воспаления лёгких ушёл со сцены. Умер в Лос-Анджелесе 2 января 1977 года от сердечного приступа (осложнение от пневмонии).

### Особенности характера
Эрролл Гарнер вел холостяцкий образ жизни и был равнодушен к обществу женщин. У него была собака. Брал с собой на концерты несколько костюмов, рубашек, галстуков, 4—5 полотенец, которыми вытирал лицо с помощью левой руки, не прекращая игры, несколько бутылок прохладительных напитков и телефонную книгу Манхэттена, которую считал самой удобной подушечкой для фортепианных стульев. Разными руками мог играть в разном темпе, как и расписываться. На концертах никогда ничего не говорил.
Своих музыкантов Гарнер рассаживал так, чтобы хорошо их видеть и чтобы они видели его: басиста — слева (там ему удобнее наблюдать за левой рукой Гарнера), а ударника — справа. Если в конце пьесы Эрролл делал короткий восходящий пассаж, значит, пришло время перерыва. О том, какая пьеса будет звучать, ритм-группа узнавала из длинных вступительных фортепианных соло: пианист не любил сразу начинать тему. Требовал от участников трио всегда выступать в костюмах. Это стесняло музыкантов, и басист Эдди Колхаун жаловался, что трудно свинговать на контрабасе в смокинге.

## Творчество

### Работа в студиях
Эрролл Гарнер сделал много записей на различных фирмах звукозаписи, в том числе на таких как: Savoy Records, Mercury, RCA, Dial, Columbia, EmArcy, ABC-Paramount, MGM, Reprise, а также на своем собственном лейбле Octave. Записывался практически без дублей: садился за рояль и часами играл. Критик и антрепренёр Джордж Авакян впоследствии вспоминал об одной из таких записей:

Эрролл отыграл тринадцать номеров — в среднем по 6 минут каждый — без репетиций и дублей. Даже учитывая получасовую паузу на кофе, мы закончили на 75 минут раньше, чем обычно во время стандартной студийной сессии, но Эрролл записал в этот промежуток целых 80 минут музыки вместо обычных 10—12. Его исполнение, по общему мнению, улучшить было невозможно. Единственное, что он попросил, — включить воспроизведение, но, прослушав несколько хорусов, делал нетерпеливый жест: прокручивайте дальше.

### Музыкальный стиль
Стиль Гарнера сложился к середине 1940-х годов. Активный аккордовый аккомпанемент в левой руке (напоминающий гитарную технику), по отношению к которому смещались акценты мелодической линии правой, создавало эффект сильного ритмического напряжения. Гарнер как бы утяжелял свинг, одновременно насыщая свою игру множеством оттенков и мелизмов. Его октавная беглость, обрамлённая контрастной игрой левой руки, вызывала у слушателей ощущение игры сразу на двух роялях.
Джазовая пианистка и композитор Мэри Лу Уильямс писала:

Хотя Гарнер и является представителем современного джаза, его стиль весьма отличен от бопа. Он выработал своё собственное характерное звучание, деля четыре бита левой рукой, подобно гитаре. Он часто работает с трио, используя бас и ударные, но отлично может играть один и при этом не терять своего неподражаемого бита. Мне нравится его манера игры по ряду причин, и прежде всего потому, что его стиль действительно оригинален и содержит в себе больше чувства, чем у любого другого джазового пианиста, которого я могу припомнить. Для меня Гарнер — это Билли Холидей от рояля.

Играет Эрролл Гарнер

Немецкий исследователь музыки Йоахим-Эрнст Берендт в своей «Книге о джазе» построил генеалогическое дерево джазовых пианистов, проследил взаимосвязи и взаимовлияния в истории развития джазового фортепиано. Гарнер не вписался не в одно из направлений по предложенной классификации. Творчество Гарнера отличалось особой индивидуальностью и не позволяло связать его с каким-либо одним конкретным направлением в джазе. Оно не поддаётся формальной классификации (подобно стилям Эллингтона, Монка), не укладывается в рамки отдельных направлений, хотя и связано со многими из них. В его игре обнаруживаются элементы, идущие от регтайма и страйд-пиано, классического блюзового пианизма, гарлемского джампа и раннего фортепианного свинга, отчасти от бибопа и кул-джаза. Причем все эти разнородные стилевые элементы и влияния у Гарнера выступают в единстве, одухотворенном его самобытной личностью, темпераментом, природным творческим даром, ярко индивидуальным образом мышления и чувствования (весьма близком по типу к фольклорному мироощущению, что позволяет провести параллель с Луи Армстронгом).
В широком смысле Гарнера принято считать представителем мейнстрима — он сумел в законченной совершенной форме соединить идеи олд-тайм-джаза, свинга и современных стилей, сохраняя опору на классические традиции (в сущности, он традиционалист в сфере мейнстрима).
Критик Анна Аладова писала:

На формирование его исполнительской манеры, кроме джазменов, повлияли, вероятно, и виртуозы-классики: Ференц Лист, Клод Дебюсси, Сергей Рахманинов. Кое-что Гарнер, может быть, перенёс в свою игру из воспоминаний: например, бит в левой руке — из практики музицирования на тубе, тремоло в правой — из звучания старых пластинок, услышанных в детстве. Впрочем, разъять на составляющие неорганизованное творческое сознание интуита-самоучки невозможно. В истории джаза Эрролл Гарнер — величина самодостаточная, и гораздо разумнее, наверное, оценить собственное влияние пианиста на музыкантов, вдохновлённых его самобытностью. А поскольку записей музыки Гарнера за весь период его творческой деятельности (до 1975 года) было сделано великое множество, то влияние это ещё долго не иссякнет. И немало джазменов будут начинать свою карьеру с подражания роскошному гарнеровскому пианизму.

## Дискография
- 1944 — Yesterdays (Savoy)

Избранные CD Гарнера

- 1944 — Overture to Dawn, Vol. 2 (Blue Note)
- 1944 — Overture to Dawn, Vol. 5 (Blue Note)
- 1944 — Overture to Dawn, Vol. 3 (Blue Note)
- 1944 — Overture to Dawn, Vol. 1 (Blue Note)
- 1944 — Overture to Dawn, Vol. 4 (Blue Note)
- 1944 — Passport to Fame (Atlantic)
- 1944 — Serenade in Blue (Clarion)
- 1945 — Separate Keyboards (Savoy)
- 1945 — Erroll Garner and Billy Taylor (Savoy)
- 1945 — The Elf (Savoy)
- 1945 — Serenade to «Laura» (Savoy)
- 1945 — Gone with Garner (Mercury)
- 1945 — Jazz 'Round Midnight: Erroll Garner (Polygram)
- 1947 — Cocktail Time (Dial)
- 1947 — Erroll Garner, Vol. 1 (Dial)
- 1949 — Erroll Garner Playing Piano Solos, Vol. 1 (Savoy)
- 1949 — Erroll Garner Playing Piano Solos, Vol. 2 (Savoy)
- 1949 — Erroll Garner Playing Piano Solos, Vol. 3 (Savoy)
- 1949 — Erroll Garner Playing Piano Solos, Vol. 4 (Savoy)
- 1949 — Erroll Garner at the Piano (Savoy)
- 1949 — Penthouse Serenade (Savoy)
- 1949 — Rhapsody (Atlantic)
- 1949 — Garnering (EmArcy)
- 1949 — At One of His Famous Gaslight (Jazz Sessions)
- 1950 — Long Ago and Far Away (Columbia)
- 1950 — Plays for Dancing (Columbia)
- 1950 — Encores in Hi-Fi (Tristar)
- 1951 — Gone-Garner-Gonest (Columbia)
- 1951 — Gems (Columbia)
- 1951 — Body and Soul (Columbia)
- 1951 — Piano Stylist (King)
- 1951 — The Provocative Erroll Garner (Columbia)
- 1951 — Garnerland (Columbia)
- 1951 — Piano Variations (King)
- 1952 — Solo Flight (Columbia)
- 1953 — Plays for Dancing [10"] (Columbia)
- 1953 — Lullaby of Birdland / Memories of You (Columbia)
- 1954 — Too Marvelous for Words, Vol. 3 (EmArcy)
- 1954 — Erroll! (EmArcy)
- 1954 — Mambo Moves Garner (Mercury)
- 1954 — Misty (Mercury)
- 1954 — The Original Misty (Mercury)
- 1954 — Erroll Garner Plays Misty (EmArcy)
- 1954 — Compact Jazz: Erroll Garner (Verve)
- 1955 — Afternoon of an Elf (Mercury)
- 1955 — Solo (Mercury)
- 1955 — Solitaire (Mercury)
- 1955 — Concert by the Sea [live] (Columbia)
- 1956 — He’s Here! He’s Gone! He’s Garner (Columbia)
- 1956 — The Most Happy Piano (Columbia)
- 1956 — Swinging Solos (Columbia)
- 1956 — Other Voices (Columbia)
- 1957 — Soliloquy (Columbia)
- 1957 — Another Voice (Columbia)
- 1958 — Paris Impressions, Vol. 1 (Sony Special)
- 1958 — Paris Impressions, Vol. 2 (Columbia)
- 1958 — Errol Garner Plays Gershwin and Kern (Mercury)
- 1958 — Erroll Garner [Ron-Lette] (Ron-Lette)
- 1959 — Dreamstreet (Paramount)
- 1959 — Dreamstreet & One World Concert (Telarc)
- 1959 — Erroll Garner [Crown] (Crown)
- 1960 — The One and Only Erroll Garner (Columbia)
- 1961 — Dancing on the Ceiling (EmArcy)
- 1961 — Easy to Love (Polygram)
- 1961 — Close-Up in Swing ABC [Import]
- 1963 — One World Concert [live] (Reprise)
- 1963 — A You Brought a New Kind of Love (Mercury)
- 1964 — Campus Concert [live] (MGM)
- 1964 — Now Playing: A Night at the Movies/Up in… (Telarc)
- 1964 — Plays Gershwin and Kern (EmArcy)
- 1964 — A Night at the Movies (MGM)
- 1964 — Magician & Gershwin and Kern (Telarc)
- 1966 — That’s My Kick (MGM)
- 1966 — Now Playing (MGM)
- 1967 — Seeing Is Believing (Mercury)
- 1968 — Up in Erroll’s Room (MPS)
- 1971 — Feeling Is Believing (Mercury)
- 1971 — Gemini (MPS)
- 1974 — Magician (London)
- 1994 — Rosetta (Jazz World)
- 1994 — Soliloquy at the Piano (Tristar)
- 1994 — Night and Day (Four Star)
- 1996 — Bounce with Me (Jazz Hour)
- 1996 — Moon Glow (Rykodisc)
- 1996 — Piano Perspectives (Fat Boy)
- 1996 — Overture to Dawn (Le Jazz)
- 1997 — Contrasts (PSM)
- 1998 — Play Piano Play [Drive] Drive Archive
- 1998 — In the Eroll Garner Mood EPM
- 1999 — Night at the Movies Up in Erroll’s Room (Telarc)
- 2000 — In the Beginning (Magnum)

### Избранные DVD
- Erroll Garner «Jazz 625»
- Erroll Garner «In Performance»
- Erroll Garner Quartet «Paris 1972 & Copenhagen 1971»